# Sławomir Zgrzywa
Sławomir Zgrzywa (ur. 8 kwietnia 1962 w Łomży) – polski polityk, samorządowiec, historyk, w latach 1997–1998 wojewoda łomżyński, w latach 1999–2002 marszałek województwa podlaskiego.

## Życiorys
Ukończył I Liceum Ogólnokształcące im. Tadeusza Kościuszki w Łomży, następnie studiował historię na Wydziale Humanistycznym Filii Uniwersytetu Warszawskiego w Białymstoku.
Zatrudniony był jako nauczyciel w szkole podstawowej, później pracował w Państwowej Służbie Zabytków w Łomży. W latach 1997–1998 zajmował stanowisko wojewody łomżyńskiego (ostatniego w historii tego województwa). Następnie do 2002 pełnił funkcje marszałka województwa podlaskiego. Od 1998 do 2006 zasiadał także w sejmiku podlaskim I i II kadencji, w kolejnych wyborach samorządowych nie został ponownie wybrany. Zatrudniony został w Wojewódzkim Urzędzie Ochrony Zabytków jako starszy inspektor.
Związany z Akcją Wyborczą Solidarność, należał do Ruchu Społecznego, od 2002 do 2014 działał w Platformie Obywatelskiej (był wybierany do władz regionalnych tej partii). Kandydował w wyborach uzupełniających do Senatu w 2003. W 2014 również bezskutecznie z ramienia komitetu Łomża Nasze Miasto startował na prezydenta i radnego Łomży. Został skarbnikiem Łomżyńskiego Towarzystwa Naukowego im. Wagów.
W 2021 odznaczony Złotym Krzyżem Zasługi.